# Ngư dân

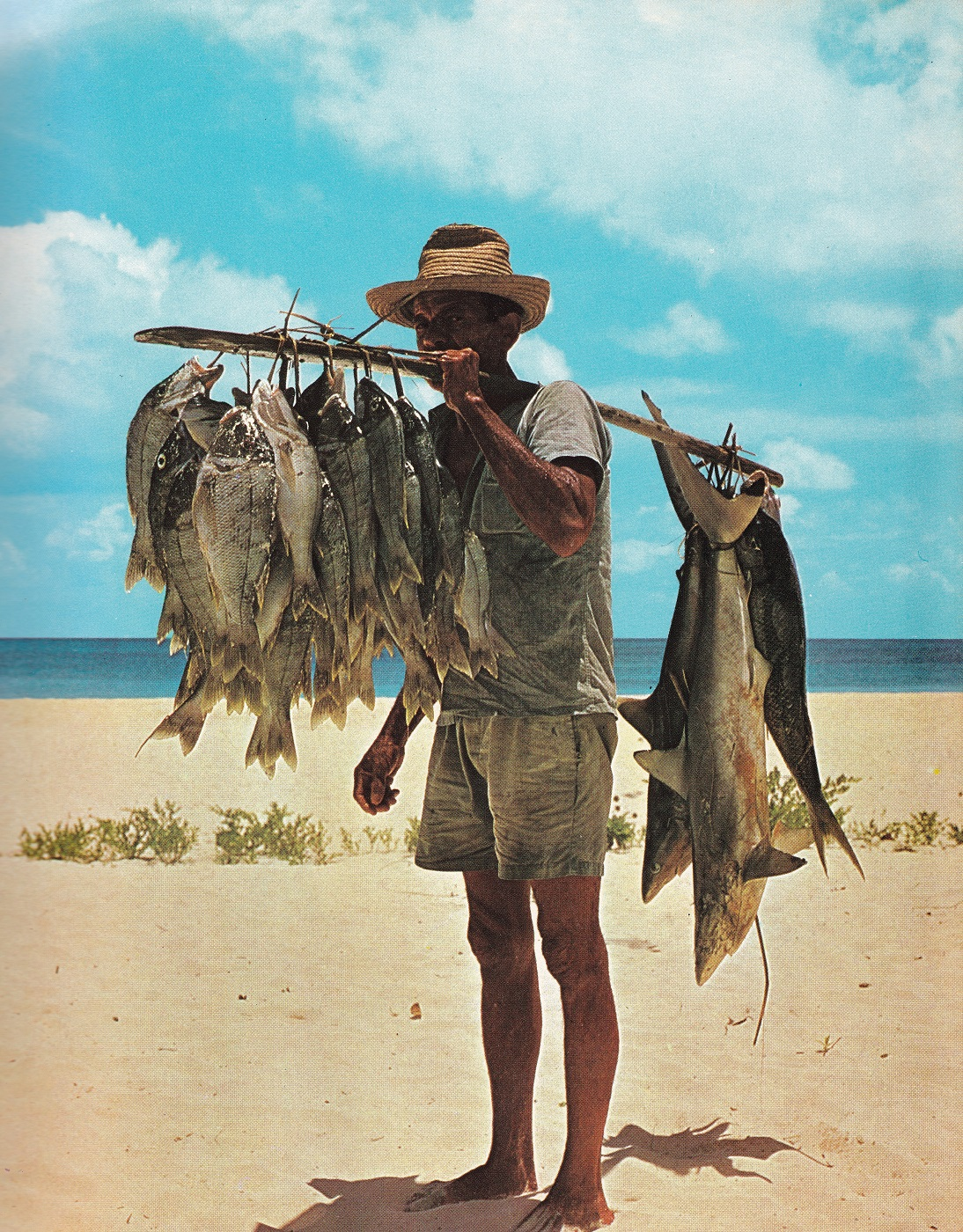
Một ngư dân cùng những con cá bắt được (trong đó có cả cá mập con) ở Seychelles

Ngư dân hay ngư phủ,  dân chài, dân chài lưới, dân đánh cá, dân đi biển là người dùng lưới, cần câu cá, bẫy hoặc các dụng cụ khác để bắt và thu gom cá hoặc các loại sinh vật thủy sinh từ sông, hồ hoặc đại dương để làm thức ăn cho con người hoặc cho những mục đích khác. Khái niệm này bao gồm cả những người làm việc tại các trại nuôi cá. Con người đã đi đánh cá để làm nguồn thức ăn từ thời đại đồ đá giữa.

## Lịch sử

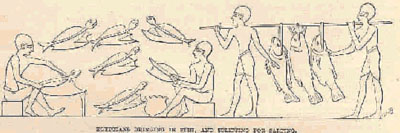
Hình miêu tả người Ai Cập đang mang cá vào rồi chặt để ướp muối.

Vào thời Ai Cập cổ đại, ngư dân cung cấp phần lớn lượng thực phẩm cho người Ai Cập. Đánh cá vừa là một phương thức mưu sinh vừa là một ngành kinh doanh. Ngay cả tôn giáo Ai Cập cổ đại cũng chịu ảnh hưởng bởi nghề đánh cá và ngư dân. Người thời đó thờ cúng cá đối như một biểu tượng của lũ lụt. Thần Bastet của Ai Cập thường được thể hiện với hình dáng của một con cá da trơn. Trong tôn giáo Ai Cập cổ đại, cách mà vị thần Amun tạo nên thế giới cũng tương tự như cách cá rô phi ấp trứng bằng miệng.

## Đánh cá thương mại

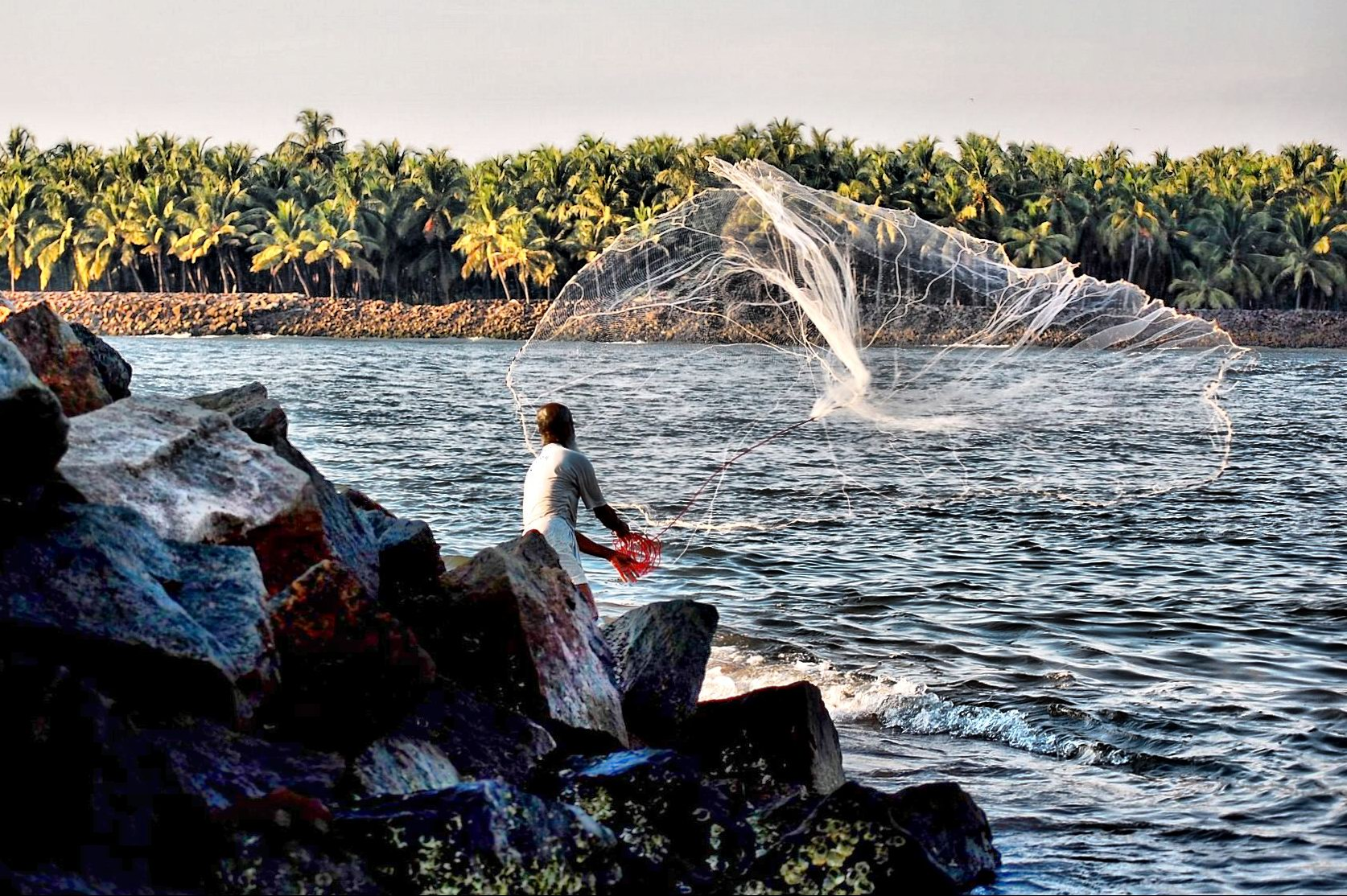
Một ngư dân ở Kerala, Ấn Độ

Theo Tổ chức Lương thực và Nông nghiệp Liên Hợp Quốc, trên thế giới có 38 triệu ngư dân sinh sống dựa vào nghề đánh bắt cá thương mại cũng như tự nuôi cá trong năm 2002, gấp hơn ba lần so với con số của năm 1970. Trong số này, có 74% là đánh bắt cá tự nhiên và 26% là tự nuôi cá. Tổng sản lượng ngư nghiệp đạt 133 triệu tấn, tương đương với năng suất 3,5 tấn/người. Đa phần tăng trưởng trong ngành ngư nghiệp đến từ châu Á, nơi chiếm 4/5 số dân chài và người nuôi cá toàn thế giới.
Phần lớn ngư dân là nam giới, tham gia vào các hoạt động đánh bắt xa bờ và đánh bắt ở nơi biển sâu. Phụ nữ làm nghề này thường tập trung ở ven bờ với những ghe thuyền nhỏ hoặc đơn giản là thu lượm động vật có vỏ và rong biển. Ở những cộng đồng theo nghề đánh cá thủ công, phụ nữ đảm trách nhiệm vụ đan sửa lưới đánh cá, sơ chế sau thu hoạch và buôn bán sản phẩm.

## Đánh cá giải trí
Đánh cá giải trí là đánh bắt cá nhằm mục đích tìm kiếm sự vui thú. Đây là hoạt động trái ngược với đánh bắt cá thương mại (mục đích kinh tế) hay đánh cá theo phương pháp thô sơ (kế sinh nhai).
Hình thức đánh cá giải trí phổ biến nhất là câu cá giải trí với cần câu, dây câu, móc câu và mồi câu. Mồi câu có thể là tự nhiên hoặc nhân tạo. Có những nơi người ta còn tổ chức đi bắt cá ngừ đại dương, cá mập hoặc cá maclin.

## Văn hóa
- Ca khúc Việt Nam "Bài ca tôm cá" do DTAP sáng tác và do Yong Anh và Nguyễn Minh Chiến trình bày (2019)
- Ca khúc đồng dao Việt Nam "Đi câu cá"
- Truyện cổ Nga "Ông lão đánh cá và con cá vàng"
- Phim Việt Nam "Thế giới cổ tích: Ông lão đánh cá và con cá vàng" (2015)
- Kịch Việt Nam truyền hình "Cô gái lắm lời" (2005)

## Hình ảnh

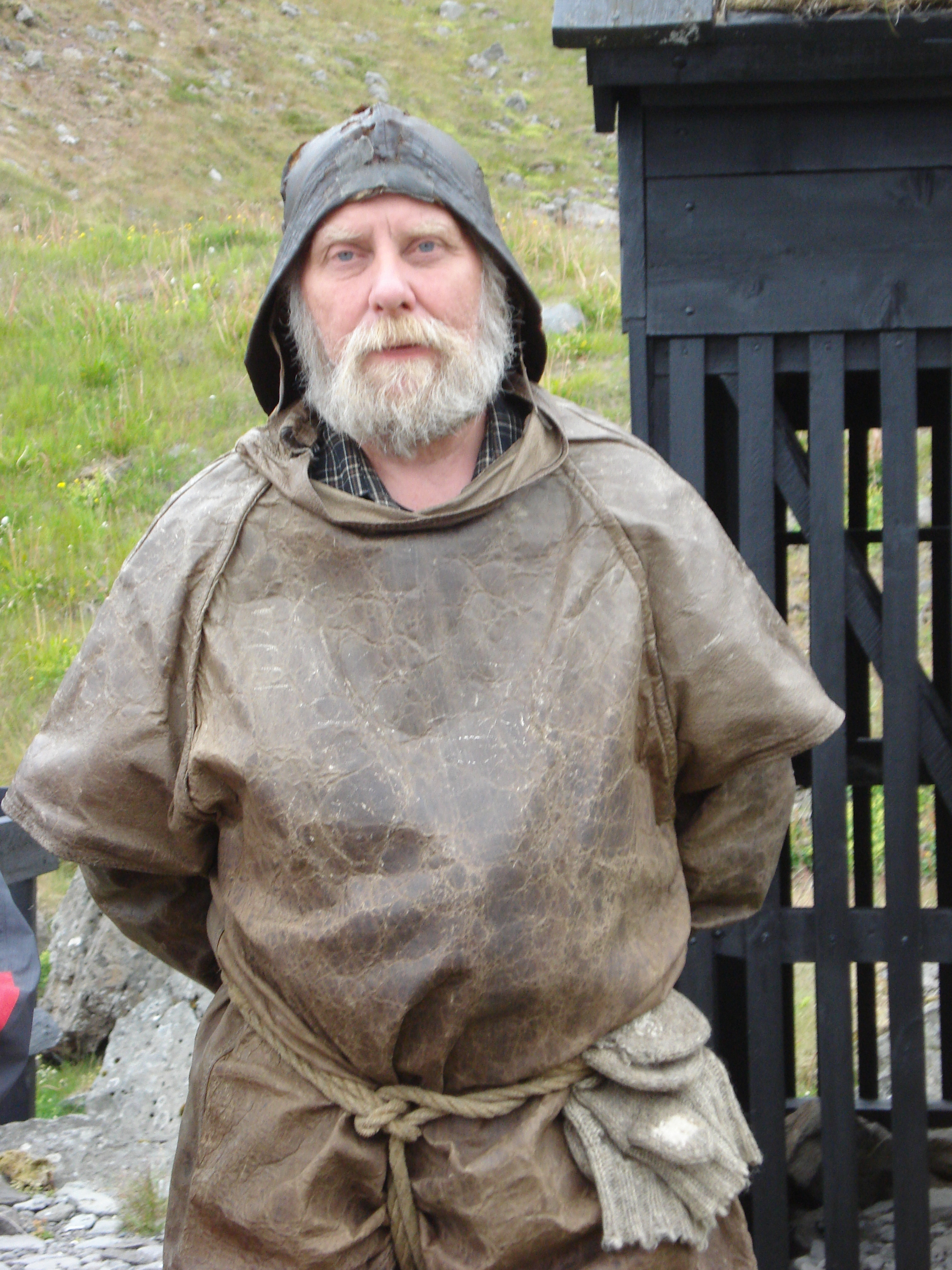
Ngư dân truyền thống ở Bolungarvík, Iceland
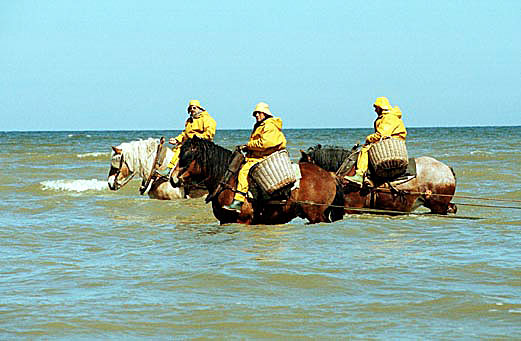
Những người đi bắt tôm đang cưỡi ngựa ở Oostduinkerke, Bỉ
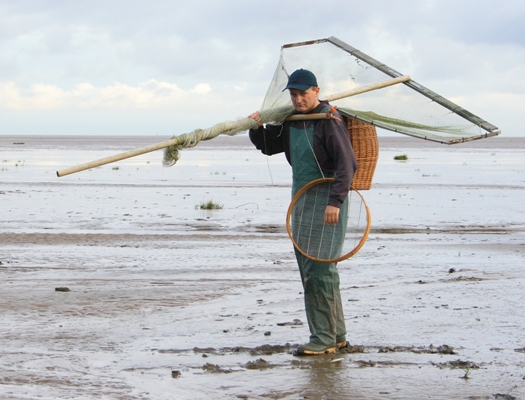
Một người đi bắt tôm ở Banks, hạt Lancashire, Anh
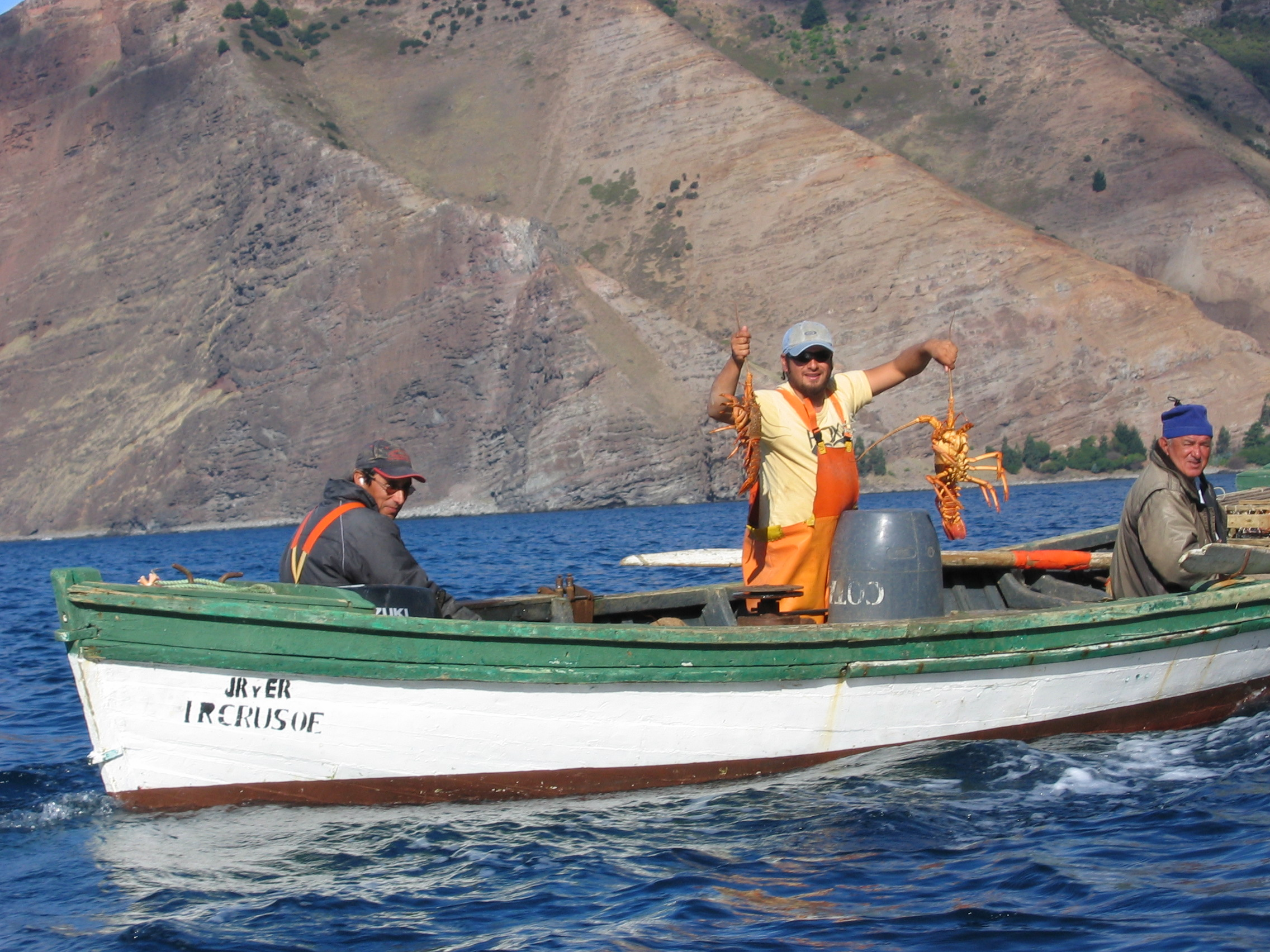
Các ngư dân Chile cùng hai con tôm hùm càng
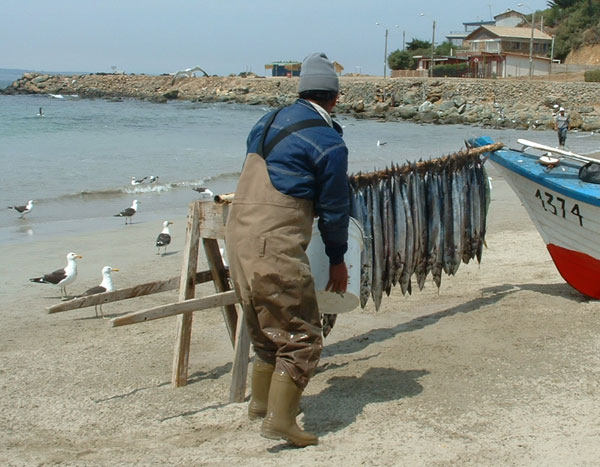
Một ngư dân ở miền trung Chile
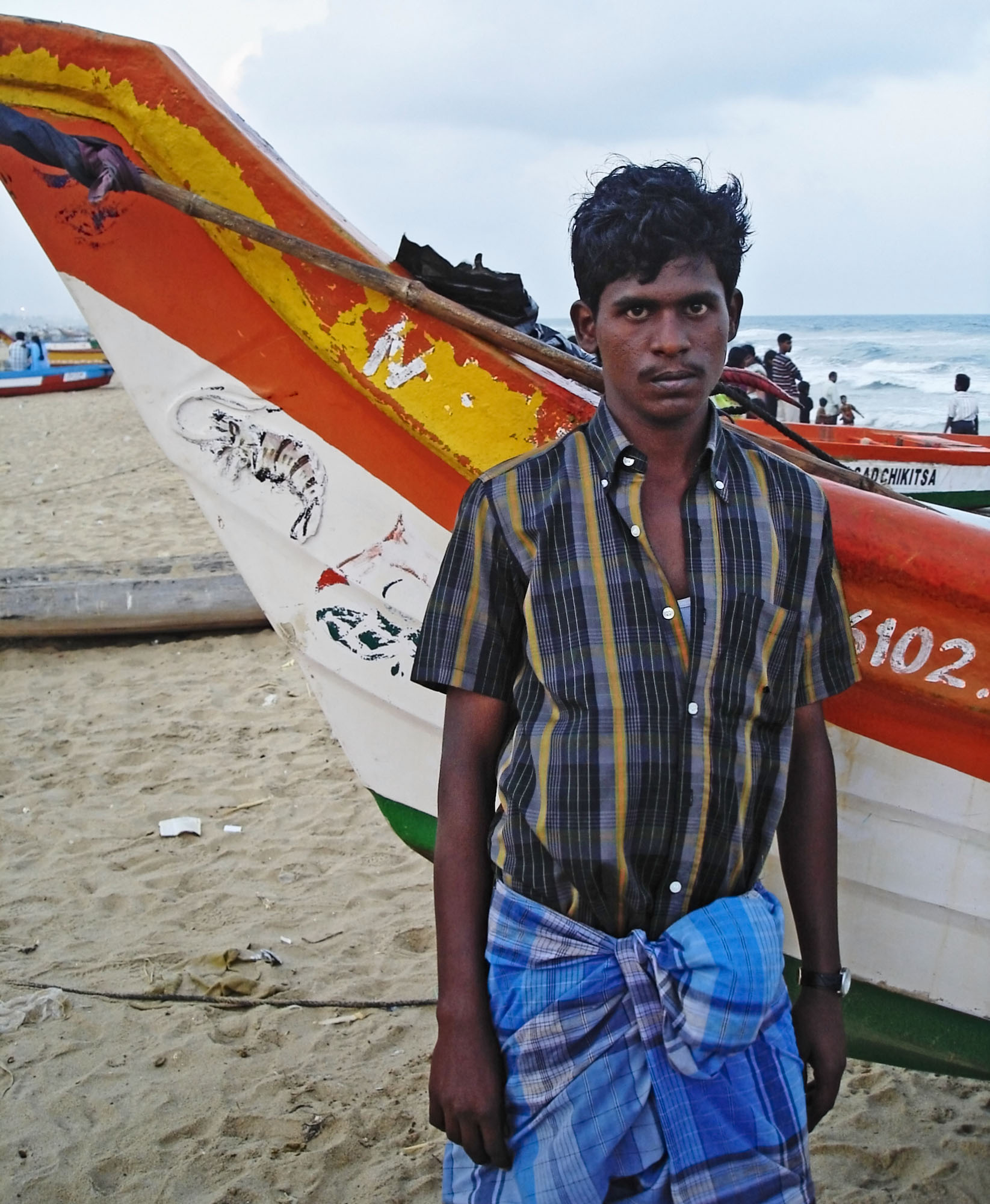
Một ngư dân Ấn Độ tại thành phố Chennai
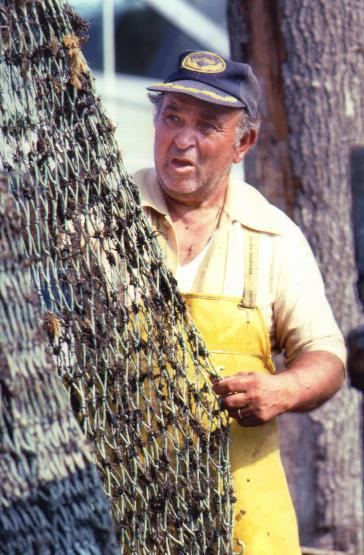
Một ngư dân ở Long Island thuộc tiểu bang New York, Hoa Kỳ vào năm 1983